# سکه بهار آزادی

نمایی از انواع سکه‌های بهار آزادی.

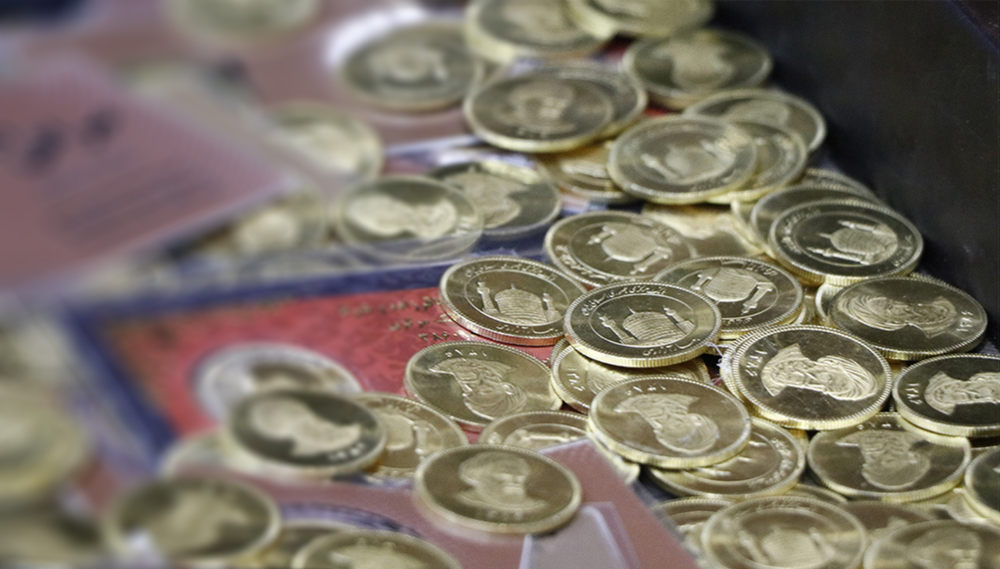
نمایی از سکه بهار آزادی

سکّهٔ بهار آزادی، سکه طلا و مسکوک طلای قانونی در جمهوری اسلامی ایران است. از سال ۱۳۵۸ خورشیدی، به مناسبت و یادبود پیروزی انقلاب ۱۳۵۷ ایران، انواع سکه‌های بهار آزادی در قطع‌های مختلف ضرب شده‌است. عیار طلای این سکه‌ها (اعم از طرح قدیم و جدید) ۹۰۰ در ۱۰۰۰ است. معمولاً در هر سال ضرابخانهٔ بانک مرکزی ایران، سکه‌ها را ضرب کرده و از طریق بانک‌های عامل یا صرافی‌های مجاز به بازار عرضه می‌کند. این سکه‌ها به صورت خرد یا عمده و به قیمت روز خرید و فروش می‌شوند. سکه امامی طرح جدید تعیین‌کننده قیمت سکه بهار آزادی طرح قدیم و زیر مجموعه آن است همچنین سکه امامی یکی از پشتوانه‌های اصلی کشور است ولی با توجه به سال ضرب جدیدتر نسبت به سکه بهار آزادی طرح قدیم از قیمت بالاتری برخوردار است. اسامی سکه‌های طلا رایج در ایران از بزرگ به کوچک عبارت‌اند از: سکه بهار آزادی طرح جدید امامی (۱۳۸۶)، سکه بهار آزادی طرح قدیم امامی (پیش از ۱۳۸۶)، سکه بهار آزادی طرح قدیم، سکه نیم بهار آزادی، سکه ربع بهار آزادی، سکه گرمی بهار آزادی و سکه پارسیان.

## تاریخچه

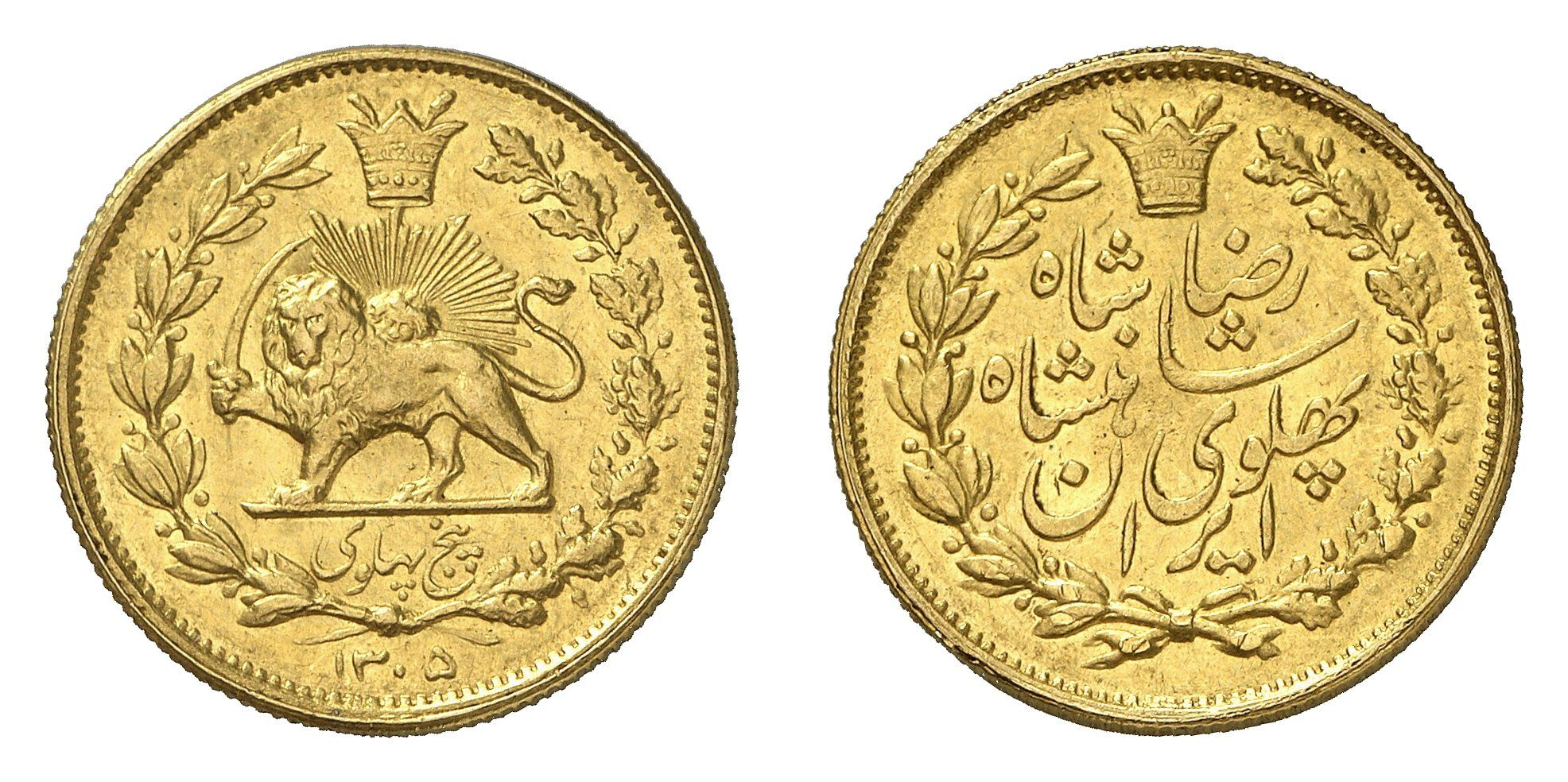
سکه طلای پنج پهلوی، متعلق به سال ۱۳۰۵ خورشیدی مصادف با ۱۹۲۶ میلادی (دوران رضاشاه پهلوی) نام رضاشاه روی سکه درج شده است. نشان شیر و خورشید نیز در طرف دیگر سکه موجود است.

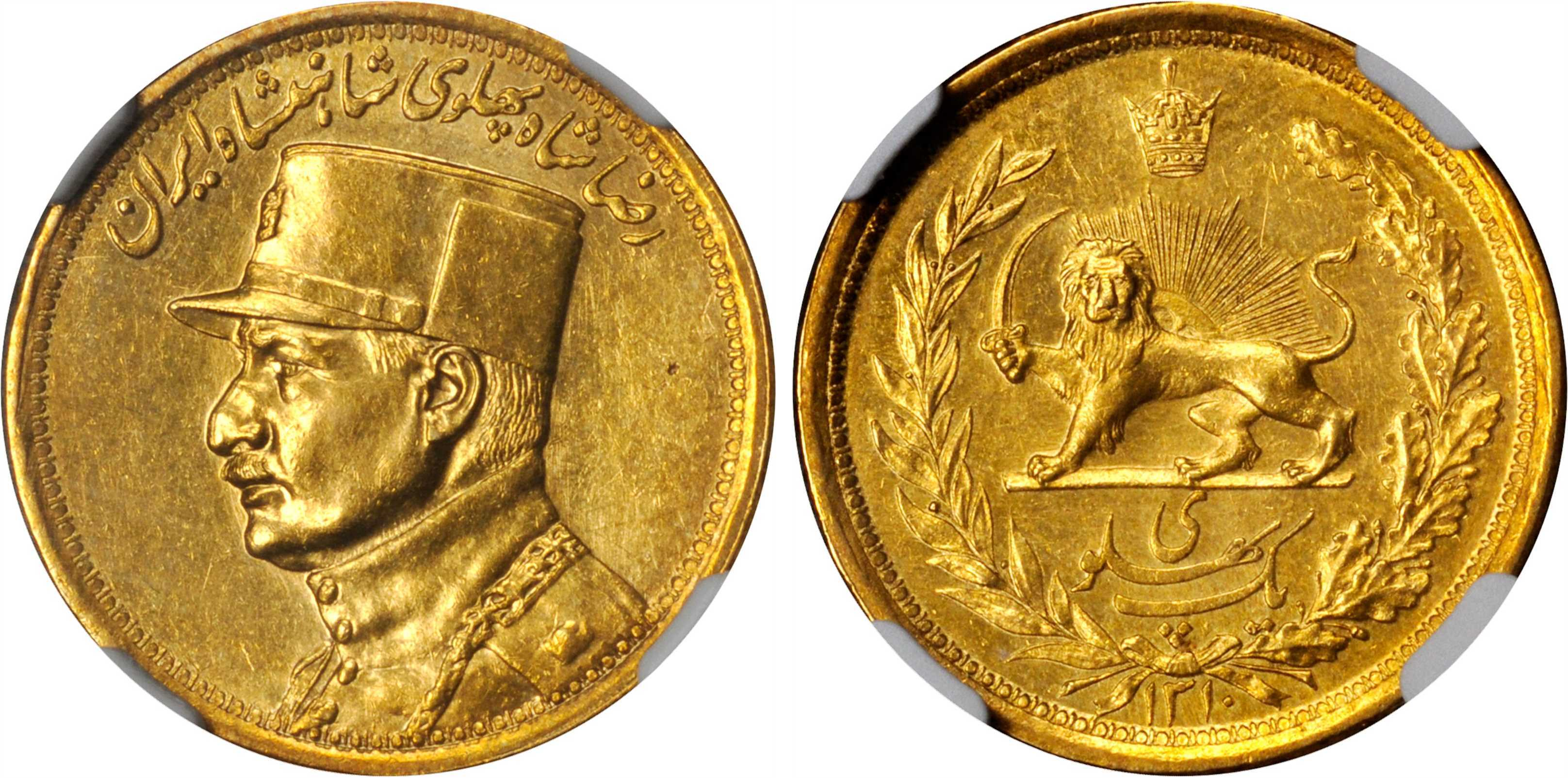
نخستین سکه طلای ماشینی با وزن استاندارد ۸/۱۳ گرم؛ ۱۳۱۰ خورشیدی

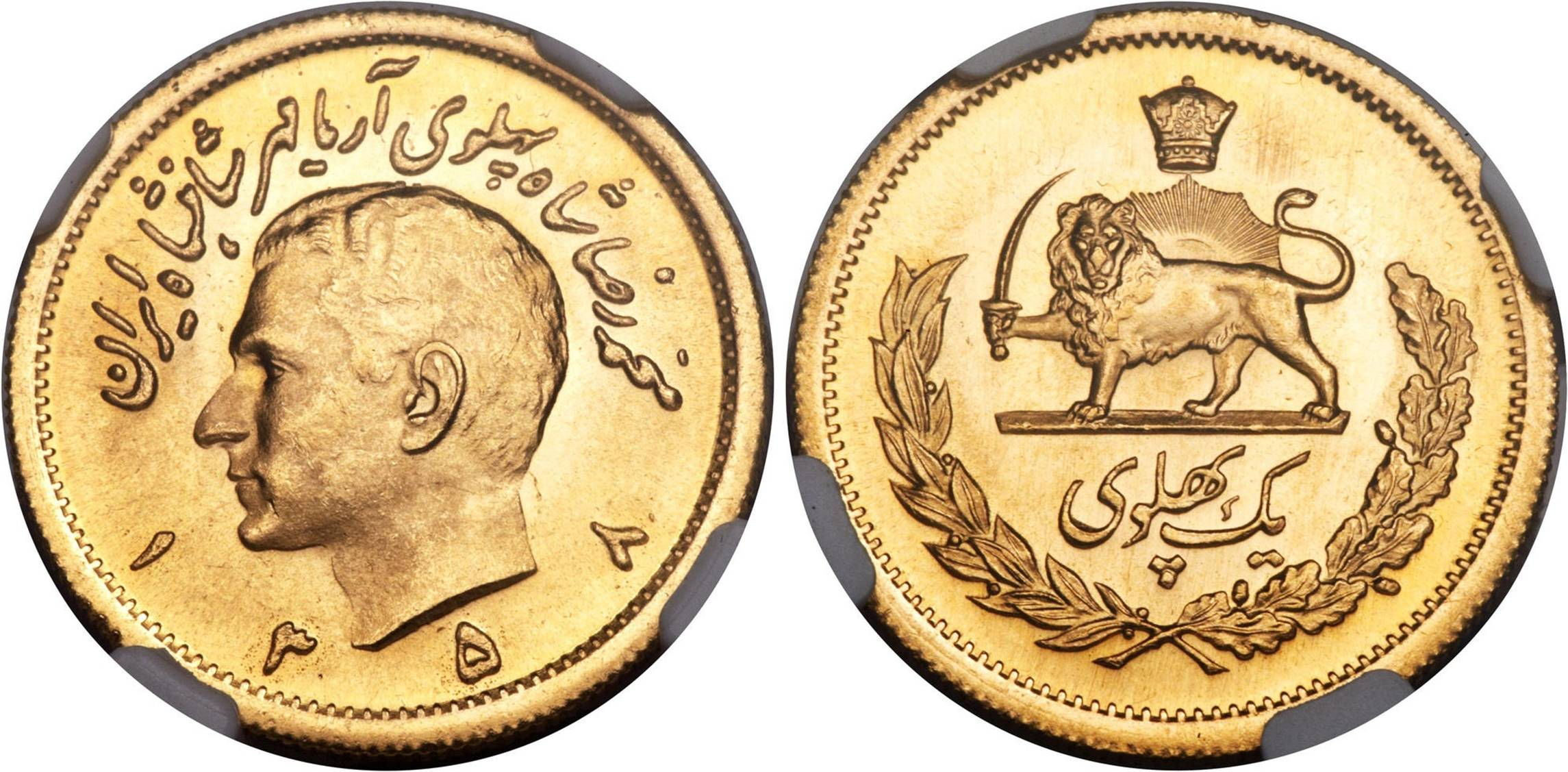
واپسین سکه یک پهلوی که در سال ۱۳۵۷ خورشیدی اما با تاریخ ۱۳۵۸ ضرب شده است. هدف از این کار تهیه سکه‌ها با تاریخ روز برای توزیع در سال جدید بوده است.

پیشینهٔ ضرب سکه طلا در ایران به زمان حکومت داریوش اول، پادشاه هخامنشی (در سال‌های ۵۲۱ الی ۴۸۶ پیش از میلاد) بر می‌گردد. با ارزش‌ترین این سکه‌ها که دریک نام داشته وزنی معادل ۸/۴۱ گرم از جنس طلا داشته‌است. سکه دیگر سیگل با وزن ۵/۶ گرم نقره بود و ارزشی معادل یک گوسفند را داشت و نرخ تبدیل آن برابر با ۲۰ سکه نقره سیگل در برابر یک سکه طلا دریک بود. ضرب سکه‌های طلا در ایران با نام‌های گوناگون در ادوار مختلف ادامه داشته است. تنها عیار سکه‌های طلا پیش از ماشینی شدن در زمان ناصرالدین شاه، تقریباً ثابت و نزدیک به طلای خالص بوده اما واحد پول، طراحی و وزن آنها به تشخیص حکومت وقت تغییر کرده است.
همگام با ورود ماشین ضرب سکه و استانداردسازی اندازه و وزن سکه‌های رسمی در سال ۱۲۹۳ هجری قمری، نخستین سکه‌های طلا با عیار ۹۰۰ در هزار و با واحد تومان ضرب و وارد چرخه پولی ایران شد.
ضرب سکه‌های طلای ایران با استاندارد امروزی (از نظر قطر دایره و وزن سکه) در دورهٔ پهلوی اول و از سال ۱۳۱۰ خورشیدی آغاز شد. این سکه‌ها در دورهٔ پهلوی به نام سکهٔ پهلوی نامیده می‌شد که بعد از انقلاب ۱۳۵۷ ایران، سکهٔ بهار آزادی با همان وزن و عیار اما با طراحی متفاوت جایگزین آن گردید.
پس از انقلاب ۱۳۵۷، به پیشنهاد وزارت امور اقتصادی و دارایی و با تأیید و دستور نخست‌وزیر دولت موقت، به مناسبت و یادبود نخستین بهار پیروزی انقلاب ۱۳۵۷ در ایران، اجازه ضرب انواع مسکوک طلا به نام «بهار آزادی» صادر شد. از آن زمان تاکنون، سکه‌های بهار آزادی با دو طرح مختلف ضرب شده‌اند:

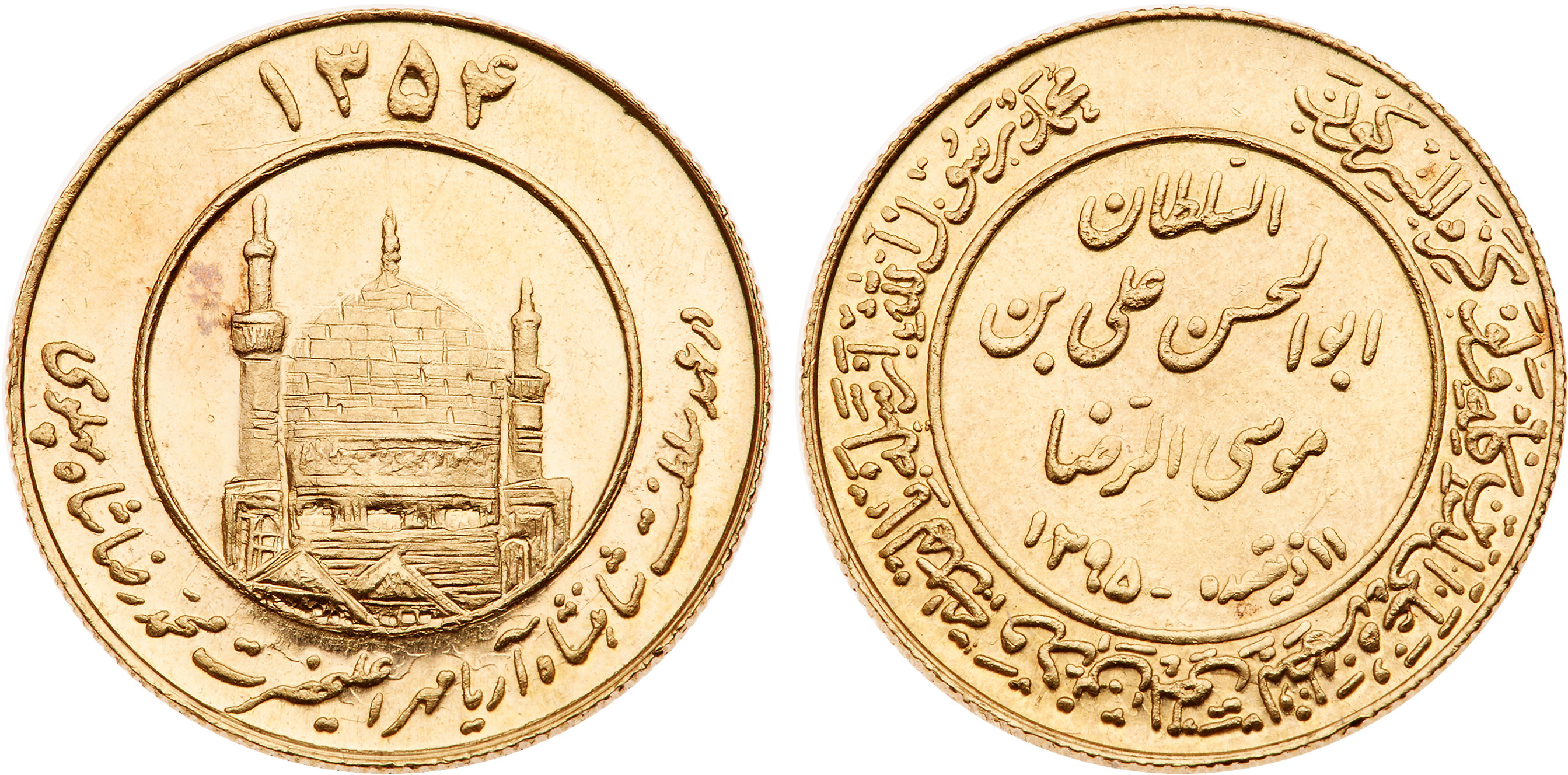
سکه یادبود بارگاه علی بن موسی؛ ضرب دورهٔ محمدرضا پهلوی. طراحی بارگاه رضا با این طرح، بر روی سکه بهار آزادیِ «طرح قدیم» یکسان و تنها نوشتار حاشیه سکه‌ها با هم متفاوت است.

### از سال ۱۳۵۸ تا ۱۳۷۰ (طرح قدیم)

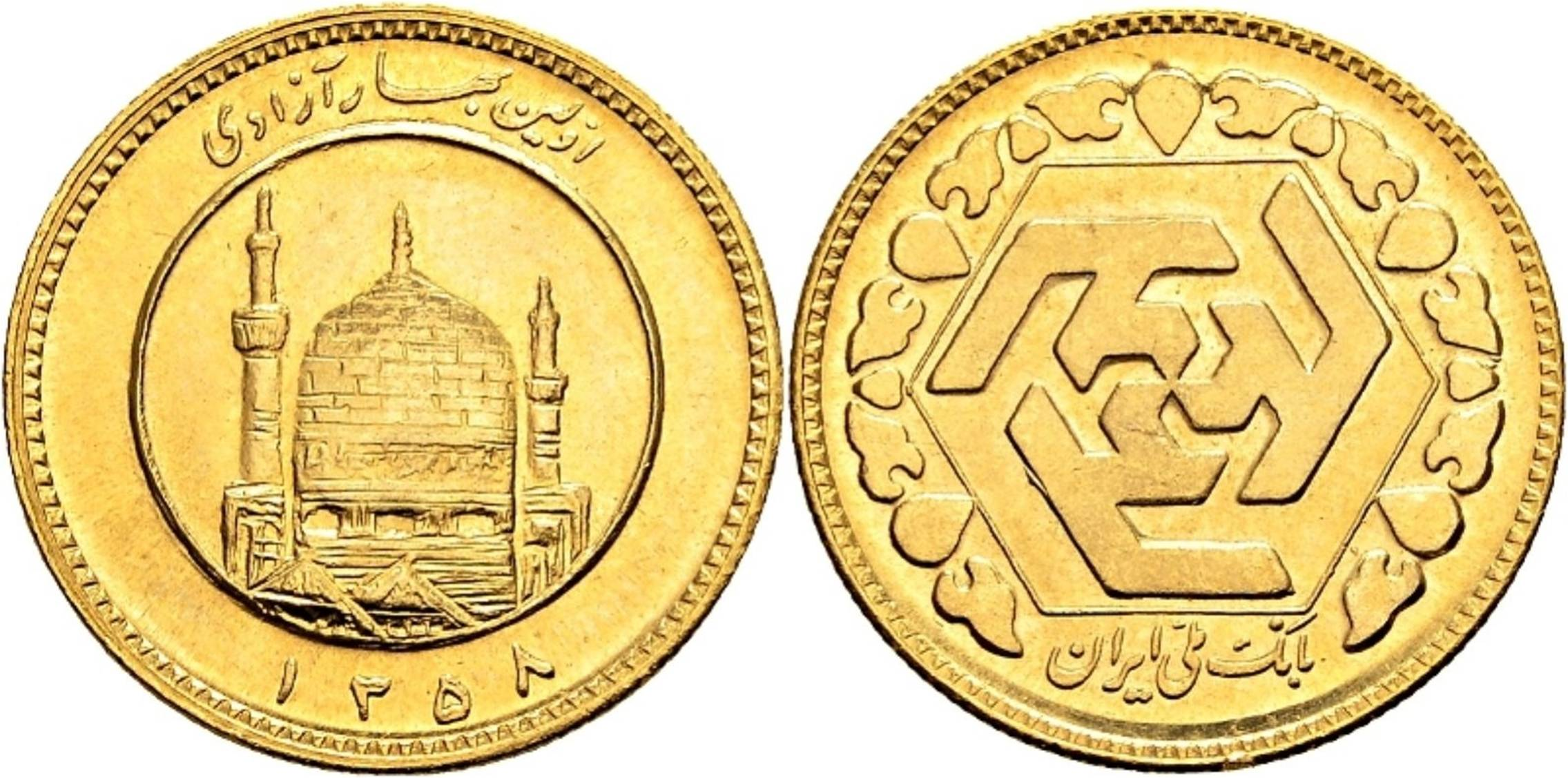
نخستین سکه بهار آزادی با عبارت ویژه «اوّلین بهار آزادی» ضرب ۱۳۵۸ خورشیدی

یک روی این سکه به نام علی بن ابی‌طالب است سه بار تکرار «علی» به خط معقلی تزیینی در داخل یک شش ضلعی، و قید عبارت «بانک ملی ایران» در زیر آن و بر روی دیگر آن تصویر حرم امام رضا به همراه عبارت «اوّلین بهار آزادی» و تاریخ ۱۳۵۸ منقوش است. از آن پس تا سال ۱۳۷۰، انواع سکه‌های بهار آزادی با همین طرح تولید می‌شد؛ اما کلمه «اوّلین» از آن حذف گردیده بود.
از مقایسه طرح حرم رضا که بر روی این سکه‌ها ضرب شده با طراحی این بارگاه بر روی سکه‌های یادبودی محمدرضا پهلوی، که به‌منظور تکریم مقام علی بن موسی الرضا ضرب شده‌اند، مشخص می‌شود که طرح مزبور الگوبرداری یا حتی کپی برداری از این سکه‌های یادبودی بوده و تنها نوشتار اطراف آن تغییر کرده‌است.

### از سال ۱۳۷۰ تا اکنون (طرح جدید)

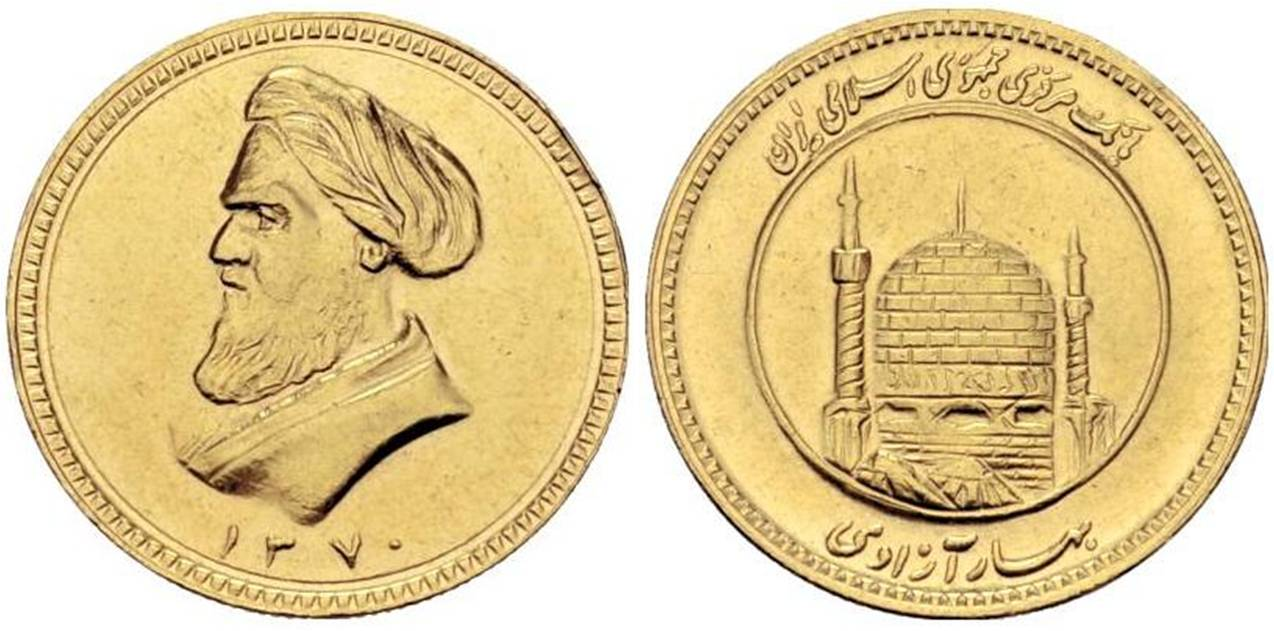
نخستین سکه بهار آزادی طرح جدید با نگاره‌ای از نیم‌رخ چپ سید روح‌الله خمینی

ضرب و توزیع سکه بهار آزادی با طرح جدید معروف به امامی، که توسط جعفر نجیبی طراحی شده است از سال ۱۳۷۰ آغاز شده و تاکنون نیز ادامه دارد اما تمامی سکه‌هایی که در سال‌های ۸۷ ,۸۸, ۸۹ و بعد از آن ضرب شده با تاریخ ضرب سال ۱۳۸۶ می‌باشد. به گفته بانک مرکزی هدف از این کار جلوگیری از اختلاف قیمتی برای سکه‌هایی با سال ضرب جدید می‌باشد.

### قانون ضرب سکه طرح جدید

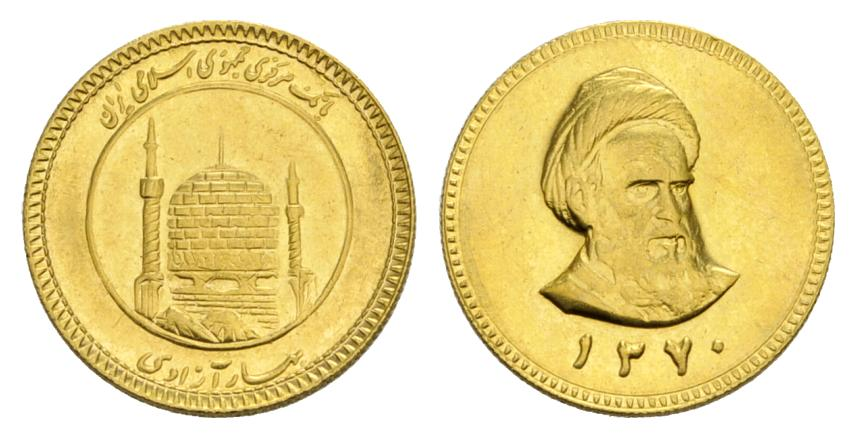
نخستین سکه بهار آزادی با تصویر سه‌رخ سید روح‌الله خمینی؛ ۱۳۷۰ خورشیدی

با توجه به ماده ۵ قانون نحوه حفظ آثار و یاد سید روح‌الله خمینی بانک مرکزی ایران موظف شد که تصویر پایه‌گذار نظام جمهوری اسلامی ایران را بر یک طرف سکه‌های بهار آزادی به گونه‌ای مناسب نقش کند. از این رو، بنابر پیشنهاد بانک مرکزی و موافقت وزارت امور اقتصادی و دارایی و به استناد بند ۲ قانون اصلاح قانون ضرب مسکوک طلا، هیئت وزیران در جلسه مورخ ۱۳۷۰/۳/۱۹ (راجع به تغییر طرح سکه یک بهار آزادی) چنین تصویب کرد:
بانک مرکزی جمهوری اسلامی ایران مجاز است به مناسبت دومین سالگرد ارتحال حضرت امام خمینی سکه یادبود یک بهار آزادی را با مشخصات ذیل و طبق نمونه‌ای که در نهاد ریاست جمهوری نگهداری می‌شود ضرب نماید:
1. یک روی سکه تصویر بارگاه حضرت امام رضا علیه‌السلام و قید عبارت «بانک مرکزی جمهوری اسلامی ایران» در بالای تصویر و عبارت «بهار آزادی» در پایین تصویر.

مصوبه مذکور جهت اجرا به بانک مرکزی جمهوری اسلامی ایران ابلاغ شد. بدین ترتیب، در دومین سال درگذشت روح‌الله خمینی، طرح سکه تمام بهار آزادی تغییر کرد و از آن پس (سال ۱۳۷۰ به بعد) سکه‌ها بر اساس آن مصوبه ضرب می‌شوند. نخستین سکه‌ها با نگاره‌ای از نیم‌رخ چپ خمینی ضرب شدند که با توجه به تعداد ضرب پایین آنها ظاهراً مورد تأیید مسئولان وقت قرار نگرفتند و در همان سال سکه بهار آزادی با نگاره سه‌رخ راست خمینی جایگزین آن گردید. از این رو در سال ۱۳۷۰ سه طرح متفاوت از سکه بهار آزادی روانه بازار گردید: سکه بهار آزادی طرح قدیم، سکه بهار آزادی با نگاره چپ خمینی و سکه بهار آزادی با نگاره سه‌رخ. گفتنی است طرح سکه‌های با قطع‌های ربع و نیم، همانند سابق است و تنها نگاره بارگاه رضا از نظر طراحی کمی بهبود یافته است.

سکه دو و نیم بهار آزادی به مناسبت یکصدمین سالگرد تولد روح‌الله خمینی

صدور مسکوک طلا از کشور به هر نحوی ممنوع است، مگر توسط بانک مرکزی جمهوری اسلامی ایران.

#### فراوان‌ترین سکه طلا در ایران
معمولاً در هر سال، انواع مسکوک بهار آزادی بر اساس مجوزی که بانک مرکزی دارد، در ضرابخانه این بانک تولید می‌شود. طبق آمار اعلام‌شده از سال ۱۳۸۶، تاکنون ۴۰ میلیون قطعه سکه بهار آزادی در طول دهه‌های اخیر در کشور ضرب شده‌است. با توجه به سیاست‌های بانک مرکزی، تاریخ ضرب سکه از سال ۱۳۸۶ ثابت بوده و با توجه به سال ضرب تغییر نمی‌کند، سکه امامی با این تاریخِ ضرب، «فراوان‌ترین سکه طلای مدرن» در ایران قلمداد می‌گردد. از عمده دلایل انجام این کار، جلوگیری از تغییر قیمت سکه با توجه به تاریخ ضرب عنوان شده‌است،؛ مسئله ای که با وجود اتخاذ این سیاست، همچنان وجود دارد.
در سال ۱۳۹۷ با اعلام طرح پیش فروش بدون محدودیت سکه طلا توسط شعب بانک ملی و تعداد متقاضیان خرید سکه، حدود ۶۰ تن طلا از ذخایر بانک مرکزی ذوب و به سکهٔ طلا تبدیل شد. وضعیت به‌وجود آمده در خرید سکه به گونه ای بود که منجر به تذکر سید علی خامنه‌ای به رئیس‌جمهور وقت،حسن روحانی، شد، تنش به‌وجود آمده در بازار سکه و ارز، منجر به برکناری ولی‌الله سیف، رئیس کل بانک مرکزی، شد.
در دی ۱۴۰۲، محمدرضا فرزین، رئیس وقت بانک مرکزی، خبر از ضرب سکه بهار آزادی بدون تاریخ و با طرح جدید به منظور کاهش نوسانات قیمت داد.

## انواع سکه بهار آزادی
- از نظر طراحی: سکه‌ها در دو نوع «طرح قدیم» (۱۳۵۸ تا ۱۳۷۰) و «طرح جدید (امامی)» (۱۳۷۰ تاکنون) هستند.[۱۰]
- از نظر قطع: سکه‌ها در انواع «ربع»، «نیم»، «یک» یا «تمام»، «دو و نیم»، و «پنج» بهار آزادی موجود هستند.[۶]

سکه پنج بهار آزادی تنها در سال ۱۳۵۸ و به مناسبت اولین سالگرد پیروزی انقلاب اسلامی ضرب گردید و تاکنون دیگر ضرب نشده‌است.
سکه دو و نیم بهار آزادی در سال‌های ۱۳۵۸ (به مناسبت اولین سالگرد انقلاب اسلامی)، ۱۳۷۸ (صدمین سالگرد زادروز روح‌الله خمینی) و ۱۳۸۷ ضرب گردیده که مورد سوم از نظر تعداد نایاب است.
از سال ۱۳۸۹ قطع جدیدی از سکه بهار آزادی با عنوان «سکه گرمی» به بازار عرضه شده که وزن آن نصف سکه ربع بهار آزادی است.

## مشخصات سکه بهار آزادی
مسکوک طلای بهار آزادی از لحاظ مشخصات، منطبق است بر قانون مسکوک طلا و نیز قانون اصلاح قانون ضرب مسکوک طلا. شکل این مسکوک بر اساس ماده دوم قانون ۱۳۳۷، مدور است، و میزان عیار آن بر طبق ماده چهارم همان قانون عبارت است از ۹۰۰ در هزار طلای خالص، و ۱۰۰ در هزار مس، یا آلیاژی از نقره و مس.
| قطع      | وزن کل (گرم) | وزن طلای خالص (گرم) | حد ترخّص وزن در هزار | قطر دایره (میلیمتر) | عیار در ۱۰۰۰ | عیار در ۲۴ |
| -------- | ------------ | ------------------- | ------------------- | ------------------- | ------------ | ---------- |
| گرمی     | ۱٫۰۱         | ۰٫۹۰۹               |                     | ۱۳٫۳                | ۹۰۰          | ۲۱٫۶       |
| ربع      | ۲٫۰۳۳۲۵      | ۱٫۸۳۰۵۹۵۵           | ۱۰                  | ۱۶                  | ۹۰۰          | ۲۱٫۶       |
| نیم      | ۴٫۰۶۶۵       | ۳٫۶۶۱۱۹۱            | ۵                   | ۱۹                  | ۹۰۰          | ۲۱٫۶       |
| یک       | ۸٫۱۳۵۹۸      | ۷٫۳۲۲۳۸۲            | ۲٫۵                 | ۲۲                  | ۹۰۰          | ۲۱٫۶       |
| دو و نیم | ۲۰٫۳۳۲۵      | ۱۸٫۳۰۵۹۵۵           | ۲٫۵                 | ۳۰                  | ۹۰۰          | ۲۱٫۶       |
| پنج      | ۴۰٫۶۶۵       | ۳۶٫۶۱۱۹۱۰           | ۲                   | ۴۰                  | ۹۰۰          | ۲۱٫۶       |

### عدم درج مبلغ سکه بر روی آن
برخلاف سکه‌های طلای قاجار و پهلوی که مبلغ سکه بر اساس اندازه و وزن بر روی آنها درج می‌شد، (مثلاً «دو هزاری»، «پنج هزاری»، «ربع پهلوی»، «نیم پهلوی» و …) در مورد سکه‌های بهار آزادی تنها به درج عبارت «بهار آزادی» بسنده شده و تشخیص نوع سکه (ربع، نیم، یک و …) به خریدار واگذار شده‌است. این رویکرد در بین کشورهایی که به‌طور رسمی اقدام به ضرب سکهٔ طلا می‌نمایند مرسوم نیست و برخی از این کشورها نه تنها «مبلغ اسمی سکه» بر اساس واحد پول رسمی خود را بر آن درج می‌کنند بلکه در سالهای اخیر در بسیاری موارد عیار و وزن سکه را نیز بر آن می‌افزایند،.

## کاربردهای سکه بهار آزادی

طرح قرض‌الحسنه پس‌انداز سکه طلا در بانک رفاه.

- هدیه — از سکه طلا به عنوان هدیه در جشن‌ها و مهمانی‌ها، اعیاد ملی و مذهبی، مراسم ازدواج، تجلیل، تودیع، اعطای جوایز ورزشی، مسابقات و المپیادهای علمی، و سایر مناسبت‌ها استفاده می‌شود.[۱۰][۳۷] جشنواره‌ها مهم‌ترین رویدادهایی هستند که معمولاً در آن‌ها سکه اهدا می‌شود. به خاطر جایگاه ویژه طلا در جامعه ایرانی، هدیه‌دادن سکه، نسبت به پول یا اشیای دیگر، از مقبولیت بیشتری برخوردار است.[۳۸]
- عیدی کارمندان دولت — طبق مصوبه هیئت وزیران در سال ۱۳۸۷، کلیه دستگاه‌های دولتی می‌توانند به‌جای پرداخت پول نقد به کارکنان خود، به آن‌ها سکه طلای تمام بهار آزادی عیدی دهند.[۳۹] این سکه‌ها با نرخ روز اعلام‌شده از سوی بانک مرکزی، به وزارتخانه‌ها، سازمان‌ها و شرکت‌های دولتی که تمایل دارند عیدی کارکنان خود را به صورت سکه اعطا کنند، به فروش می‌رسد.[۴۰] پرداخت عیدی به جای پول نقد یکی از راهکارهای کنترل نقدینگی در پایان سال اعلام شده‌است. به گفته محمود بهمنی، رئیس کل وقت بانک مرکزی، با این رویکرد سه هدف محقق می‌شود: اول اینکه عیدی کارکنان پرداخت می‌شود، دوم با افزایش عرضه سکه توسط کارکنان، قیمت این کالا در آستانه عید کنترل می‌شود، و سوم، عده‌ای سکه‌های خود را نگهداشته و نقدینگی کمتری وارد جامعه می‌شود.[۴۱]

تخصیص سکه طلا به عنوان عیدی به کارکنان دولت تنها تا سال ۱۳۸۸ با مبلغ عیدی در نظر گرفته شده توسط سازمان برنامه و بودجه مطابقت داشت و از آن سال تاکنون تفاوت فاحشی بین قیمت سکه و عیدی پرداختی توسط دولت ایجاد شده‌است،
| سال  | میزان عیدی کارکنان دولت | قیمت سکه بهار آزادی |
| ---- | ----------------------- | ------------------- |
| ۱۳۹۰ | ۳٬۵۰۰٬۰۰۰               | ۶٬۳۰۰٬۰۰۰           |
| ۱۳۹۱ | ۴٬۰۲۵٬۰۰۰               | ۹٬۱۰۰٬۰۰۰           |
| ۱۳۹۲ | ۵٬۰۳۰٬۰۰۰               | ۱۰٬۵۰۰٬۰۰۰          |
| ۱۳۹۳ | ۶٬۳۰۰٬۰۰۰               | ۹٬۴۶۰٬۰۰۰           |
| ۱۳۹۴ | ۶٬۸۷۰٬۰۰۰               | ۹٬۳۶۰٬۰۰۰           |
| ۱۳۹۵ | ۷٬۷۰۵٬۰۰۰               | ۱۱٬۱۷۰٬۰۰۰          |
| ۱۳۹۶ | ۸٬۴۷۵٬۰۰۰               | ۱۷٬۹۵۰٬۰۰۰          |
| ۱۳۹۷ | ۹٬۳۰۰٬۰۰۰               | ۴۲٬۰۰۰٬۰۰۰          |
| ۱۳۹۸ | ۱۰٬۷۸۰٬۰۰۰              | ۴۶٬۰۰۰٬۰۰۰          |
| ۱۳۹۹ | ۱۲٬۰۰۰٬۰۰۰              | ۵۳٬۰۰۰٬۰۰۰          |
| ۱۴۰۰ | ۱۵٬۰۰۰٬۰۰۰              | ۱۲۴٬۰۰۰٬۰۰۰         |
| ۱۴۰۱ | ۱۸٬۰۰۰٬۰۰۰              | ۲۳۵٬۹۵۰٬۰۰۰         |
| ۱۴۰۲ | ۲۵،۰۰۰،۰۰۰              | ۳۳۰،۰۰۰،۰۰۰         |

در جدول فوق، مبلغ عیدی و پاداش پایان سال کارکنان دولت (واریز شده در ابتدای اسفند سال قبل) و قیمت روز سکه تمام بهار آزادی در روز واریز این مبلغ به حساب کارمندان درج شده‌است.
- مهریه ازدواج — در بسیاری از اوقات، مهریهٔ دختران ایرانی بر مبنای سکه‌های طلا تعیین می‌شود؛ از سال تولد دختر گرفته تا شمار ائمه یا سوره‌های قرآن کریم به عنوان تعداد سکه‌های مهریه دختران بریده می‌شود.[۳۸] پژوهش‌های انجام‌شده نشان می‌دهند که میانگین مهریه زنان ایرانی، بین ۲۶۰ تا ۳۵۰ سکه طلا است.[۴۹][۵۰][۵۱] البته مهریه‌هایی با مبنای ۱۲۴۰۰۰ سکه طلا هم دیده شده‌است.[۵۲]
- پس‌انداز — سکه طلا به عنوان کالایی سرمایه‌ای برای حفظ ارزش پول مورد استفاده قرار می‌گیرد. بخشی مهمی از سرمایه و پس‌انداز مردم ایران در قالب سکه طلا است.[۱۶] با توجه به نقش با اهمیت سکه به عنوان کالایی سرمایه‌ای، بانک‌ها نیز بخشی از سرمایه‌ها و نقدینگی خود را به سکه - به عنوان پشتوانهٔ پولی و سرمایهٔ مطمئن - تبدیل می‌کنند.[۱۰] با افتتاح طرح پس‌انداز سکه طلا در بانک رفاه، مردم سکه‌های خود را که به شکل سرمایه راکد در دست آنان است، به صورت قرض‌الحسنه در اختیار بانک قرار می‌دهند، و در مقابل کسانی که نیاز به سکه دارند می‌توانند از بانک تقاضای سکه کنند و بانک از محل سکه‌های به امانت گذاشته شده، به متقاضیان سکه می‌دهد؛ بدین ترتیب این سرمایه راکد به گردش در می‌آید. دولت امیدوار است حساب قرض‌الحسنه طلا از یک طرف بتواند مشکل کسانی را برای خرید هدیه با مشکل نقدینگی مواجه هستند، حل کند و از طرف دیگر نگرانی‌های ناشی از حفظ و نگهداری سکه طلا را کاهش دهد.[۳۷]
- سرمایه‌گذاری — سکه طلا به دلیل ارزش ذاتی آن، کالایی کم‌ریسک محسوب می‌شود. به علاوه، در مقایسه با سایر دارایی‌ها (نظیر املاک و مستغلات)، از خاصیت نقدشوندگی بسیار بالاتری برخوردار است، و می‌توان آن را در هر زمان و موقعیتی به فروش رساند.[۱۰] در بازار سکه ایران، معامله‌گرانی هستند که با پیگیری نوسانات قیمت طلای جهانی و سکه طلا، به صورت عمده در بازار، به داد و ستد سکه می‌پردازند. معمولاً متوسط بازدهی از خرید و فروش عمده سکه طلا، بین ۳۰ تا ۵۰ درصد در سال است.[۵۳] طبق آمار بانک مرکزی، متوسط قیمت سکه بهار آزادی در ۱۰ سال منتهی به پایان سال ۱۳۸۷، در بازار آزاد شهر تهران، با ۲۶۳ درصد رشد، تقریباً ۲/۶ برابر شده‌است.[۵۴]

از مزایای سرمایه‌گذاری بر روی سکه می‌توان به مواردی چون: قابلیت نقدشوندگی بالا، قابلیت خرید سکه بسته به میزان سرمایه، عدم وجود محدودیت زمانی برای خرید، خطرپذیری پایین در خرید و فروش اشاره کرد،
همچنین در مقایسه با طلا به‌خصوص طلای زینتی، خرید سکه و سرمایه‌گذاری بر روی آن مزیت بیشتری دارد.
آسیب‌های سرمایه‌گذاری در بازار سکه: افزایش ناامنی اجتماعی به دلیل نگهداری طلا در منازل و در نتیجه افزایش احتمال سرقت، اختلال در زیرساخت‌های اقتصادی به دلیل انباشت سرمایه به شکل طلا و عدم ورود آن به چرخهٔ اقتصاد، آسیب به صنعت طلا به دلیل سرمایه‌گذاری روی سکه و از رونق افتادن کارگاه‌های تولیدی طلای زینتی

## خرید و فروش سکه بهار آزادی
خرید و فروش سکه به صورت عمده و خرد، در ایران انجام می‌شود. با توجه به کاربردهای سکه، مصرف و دادوستد سکه طلای بهار آزادی، از تواتر، تعدد و تکرارپذیری بالایی برخوردار است؛ به نحوی که حتی در مواقع اوج مصرف و داد و ستد (اعیاد رسمی و مذهبی) حجم نقدینگی در گردش این کالا، از برخی از کالاهای اساسی نیز بالاتر است.

### گواهی سپرده سکه طلا
علاوه بر معامله به شیوه سنتی که در بازار رایج است، سرمایه‌گذاران حرفه‌ای با شرکت در «معاملات قرارداد آتی سکه طلا طرح جدید» در بورس کالای ایران، اقدام به خرید و فروش سکه به صورت معاملات آتی می‌کنند. این طرح از دی ماه سال ۱۳۸۷ در بورس کالای ایران آغاز شده، و فقط برای سکه طلای تمام بهار آزادی طرح جدید اجرا می‌شود. مزیت معاملات آتی سکه طلا، امکان بهره‌مندی از اهرم مالی است؛ زمانی که یک فرد، تعدادی سکه را از صرافی یا بانک خریداری می‌کند، باید کل وجه را پرداخت کند، ولی در معاملات آتی با پرداخت یک دهم وجه می‌تواند صاحب یک سکه شود. مدت زمان تحویل کالا در این روش، یک روز است، که مشتری می‌تواند در صورت تمایل با پرداخت وجه معامله، سکه‌ها را به صورت فیزیکی دریافت کند، یا قرارداد خود را به فروش بگذارد. شفاف‌سازی قیمت و عرضه سکه‌های استاندارد در بورس کالا، دو ویژگی بسیار مهم این بازار است که سبب می‌شود تمام فعالان از قیمت واقعی آگاهی یافته، و از سوی دیگر سکه‌های غیراستاندارد کم‌کم از بازار خارج شوند. در این معاملات دارنده گواهی با نام، امکان معامله و نگهداری این اوراق را دارد و نیازی به حمل و نگهداری سکه در منزل یا گاوصندوق نیست. معامله در بازار گواهی سپرده سکه طلا در مقایسه با معاملات بازار نقدی کارمزد کمتری دارد و در این بازار قیمت خرید و فروش بسیار به هم نزدیک بوده که این یکی از جذابیت‌های بازار برای سرمایه گذاران سکه است؛ این در حالی است که در صرافی‌ها قیمت خرید و فروش سکه اختلاف قابل توجهی با هم دارد. در این روش، فرد گواهی سپرده کالایی سکه را در بورس خریداری می‌کند و سکه در خزانه بانک به صورت امانت و در شرایط استاندارد و امن نگهداری می‌شود. در نتیجه، مخاطرات مربوط به نگهداری و حمل و نقل آن جهت فروش در بازار نقدی و همچنین خطر سرقت سکه در صورت نگهداری در منازل به‌طور کامل از بین می‌رود. در این روش به کمک سامانه‌های معاملات آنلاین از هر نقطه‌ای از کشور می‌توان سکه طلا را خرید و فروش کرد و نیازی به مراجعه به بازار نقدی برای خرید یا فروش سکه نیست، در نتیجه به کمک این سامانه‌ها مشکلات مربوط به نقل و انتقال فیزیکی سکه هم وجود وجود ندارد. چراکه در این روش، کارگزاران از طریق سیستم‌های در اختیار خود فرایند تسویه و انتقال پول به حساب فروشنده و انتقال دارایی به کد خریدار را انجام می‌دهند. هزینه نگهداری روزانه هر قطعه سکه در خزانه ۷۰ تومان بوده و هزینه ارزیابی در زمان تحویل سکه به خزانه‌ها نیز سه هزار تومان است؛ بنابراین هزینه انجام معاملات به کمک این اوراق نسبت به ارزش بازار سکه بسیار اندک است.

### وضع مالیات بر خرید و فروش سکه
در ۱۳ خرداد ۱۳۹۸ (یک روز قبل از تعطیلات نیمهٔ خرداد)، مسئولان ارشد سازمان امور مالیاتی برای دریافت مالیات بر سکه، خرید و فروش این سکه‌ها را به عنوان یک شغل تعریف کرده‌اند که بر اساس آن هرکسی غیر از صرافان هم خرید و فروش سکه می‌کند و از این محل درآمدی دارد باید مالیات پرداخت کند.

### شیوه محاسبه قیمت سکه بهار آزادی

نمودار روند قیمت سکه تمام بهار آزادی (طرح قدیم و جدید) از سال ۱۳۷۴ تا ۱۳۸۶. این نمودار که بر اساس داده‌های آماری بانک مرکزی ایران رسم شده‌است ارزش سکه بهار آزادی در برابر ریال و در گذر زمان را نشان می‌دهد.

عواملی که بر قیمت سکه طلا در ایران تأثیرگذار هستند، عبارتند از:
- قیمت جهانی طلا (قیمت جهانی طلا به صورت یک اونس (۳۱٫۱۰۳ گرم) طلای خالص اعلام می‌شود)؛
- ارزش دلار به ریال (در دوره‌هایی که دلار با چند نرخ متفاوت عرضه می‌شود، معیار قیمت دلار در بازار است)؛
- هزینه ضرب سکه توسط بانک مرکزی (تقریباً معادل هفت‌هزار تومان، طبق برآورد سال ۱۳۸۶)؛
- کارمزد عرضه سکه در بانک (تقریباً معادل پانصد تومان، طبق برآورد سال ۱۳۸۷)؛
- مالیات بر ارزش افزوده (این مالیات در هنگام عرضه سکه از بانک به خریداران محاسبه می‌شود و در معاملات سکه مجدداً محاسبه نمی‌شود)
- سال ضرب سکه (از سال ۸۶ به این سو سکه‌ها با تاریخ ۱۳۸۶ ضرب می‌شوند و سکه‌های ضرب سال‌های قبل ارزش کمتری دارند)؛نمودار قیمت سکه بهار آزادی از سال ۱۳۵۷ تا ۱۴۰۲ خورشیدی

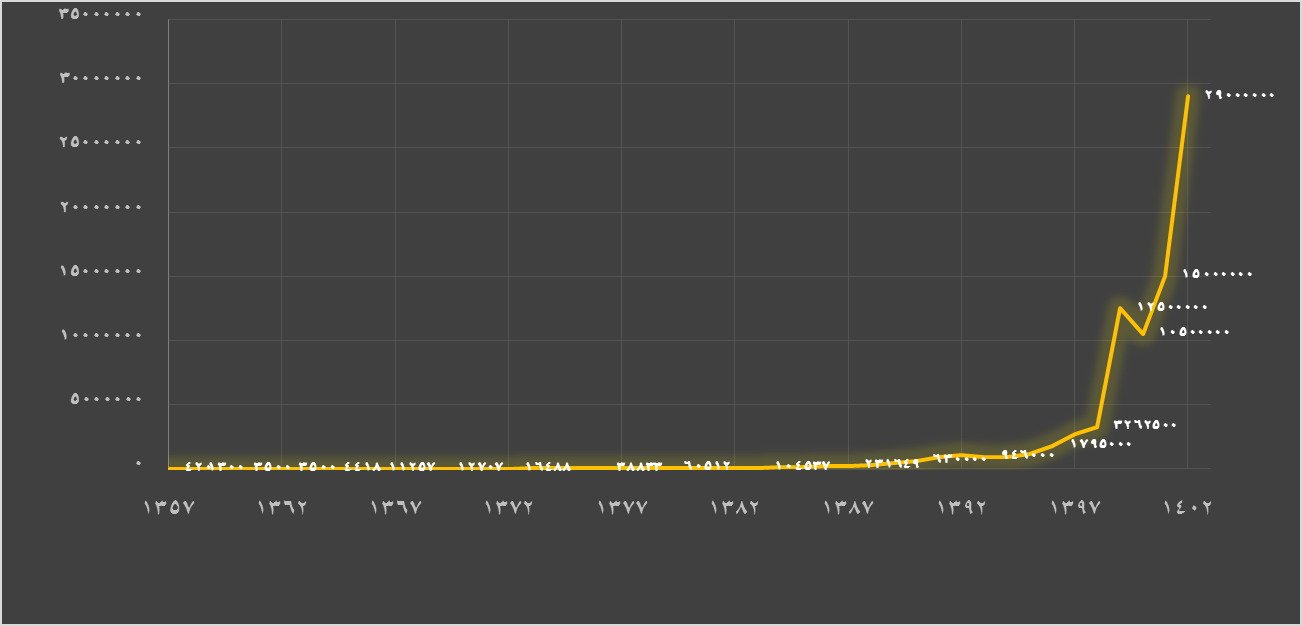
نمودار قیمت سکه بهار آزادی از سال ۱۳۵۷ تا ۱۴۰۲ خورشیدی

### حباب سکه[۶۸]
(فاصله قیمت حقیقی سکه و قیمت بازاری آن) که بر اثر عرضه و تقاضا و عوامل روانی ایجاد می‌شود. برای مثال اگر قیمت سکه بر اساس عواملی که در بالا گفته شد ۵۵۰ هزار تومان باشد اما در بازار ۶۰۵ هزار تومان معامله شود به معنی ده درصد حباب است و در صورتی که قیمت آن ۵۳۹ هزار تومان باشد به معنی حباب منفی دو درصدی است.
از بین این عوامل سه عامل قیمت جهانی طلا، قیمت دلار و حباب به‌طور روزانه در حال تغییر هستند و باعث نوسان قیمت سکه می‌شوند. دلیل نوسانات قیمت سکه و طلا را نمایشگر اوضاع سیاسی و اقتصادی در جهان نامید.
افزایش تقاضا در برخی از ایام سال، سبب افزایش قیمت سکه بهار آزادی از طریق ایجاد حباب می‌شود؛ مانند روزهای پایانی سال. در این ایام، بیشترین تقاضا برای «ربع سکه» و در مرحله بعد برای «نیم سکه» است، و «سکه تمام بهار آزادی (طرح جدید)» کمتر مورد تقاضا قرار می‌گیرد. به‌طور کلی و با نادیده گرفتن عرضه و تقاضای داخلی، می‌توان بر اساس رابطه زیر، قیمت حقیقی سکه تمام بهار آزادی را محاسبه کرد:
{\displaystyle A={\frac {900\times P(g)}{999}}}
  ,
{\displaystyle B=A\times P(USD/IRR)}
  ,
{\displaystyle C={\frac {B}{31.103}}\times 8.13}
  ,
{\displaystyle D=C\times 1.02}
شرح متغیرها و ثابت‌های رابطه بالا:
- (P(g — ارزش طلا در هر اونس بر حسب دلار؛
- ۹۰۰ — عیار سکه داخل کشور؛
- ۹۹۹/۹ — عیار طلا در خارج از کشور؛
- P(USD/IRR) — نرخ دلار بر حسب ریال؛
- ۳۱٫۱۰۳ — وزن هر اونس طلا بر حسب گرم؛
- ۸٫۱۳ — وزن سکه تمام بهار آزادی بر حسب گرم؛
- ۱٫۰۲ — افزودن عوارض ورود طلا (بین ۲ تا ۵ درصد) به کشور به قیمت تمام‌شده سکه.

به‌طور خلاصه با در نظر گرفتن قیمت جهانی هر اُنس طلای خالص بر حسب دلار آمریکا، وزن طلای خالص سکه تمام، نرخ برابری ریال ایران و دلار آمریکا و بدون در نظر گرفتن فاکتورهایی نظیر انواع مالیات و حق ضرب، رابطهٔ ساده شده زیر برای محاسبه قیمت واقعی<» سکه تمام بهار آزادی به دست خواهد آمد.
{\displaystyle x=0.23542002\times (USD)\times (IRR)}
در این رابطه x قیمت طلای هر قطعه سکه بهار آزادی بر حسب ریال، USD قیمت هر انس طلای جهانی بر حسب دلار آمریکا و IRR نرخ برابری ریال ایران و دلار آمریکا است. عدد ۰/۲۳۵۴۲۰۰۲ از تقسیم وزن طلای خالص سکه یک بهار آزادی (۷/۳۲۲۳۸۲ گرم) بر وزن هر انس طلای خالص بر حسب گرم (۳۱/۱۰۳۴۸) به دست آمده‌است. در نتیجه با تقسیم وزن طلای خالص هر یک از مسکوکات دیگر (ربع، نیم و …) بر ۳۱/۱۰۳۴۸ این رابطه برای هر یک از آنها قابل تعمیم خواهد بود. به میزان اختلاف قیمت سکه در بازار با قیمت محاسبه شده از رابطه فوق اصطلاحاً حباب سکه گفته می‌شود.

### نقش تاریخ ضرب در تعیین قیمت سکه‌ها

#### اختلاف قیمت سکه‌های طرح قدیم با طرح جدید
به غیر از شکل ظاهری، اختلاف مهم دیگری بین سکه‌های طرح قدیم و جدید وجود دارد که در زمان ضرب آنهاست، چرا که بانک مرکزی دیگر به ضرب سکه طرح قدیم اقدام نمی‌کند؛ این مسئله، موجب ویژگی خاص سکه‌های طرح قدیم، و افزایش قیمت آن‌ها نسبت به سکه‌های طرح جدید می‌شود، وگرنه در میزان طلای به کار رفته در سکه‌های طرح جدید و قدیم کوچک‌ترین تفاوتی وجود ندارد. اما این مورد در سال‌های اخیر وضعیت عکس یافته بطوریکه سکه‌های طرح امامی پیش از ۱۳۸۶ و طرح قدیم و سکه‌های پهلوی (ربع، نیم و یک) با وجود آنکه از نظر تعداد بسیار کمتر از سکه بهار آزادی به‌خصوص با تاریخ ضرب ۱۳۸۶ هستند، اما قیمت شان پایین‌تر است. دلیل این امر کم بودن متقاضی برای سکه‌هایی با تاریخ غیر از ۱۳۸۶ عنوان شده‌است. سکه‌های امامی پیش از ۱۳۸۶ قیمتی مشابه با سکه طرح قدیم دارند که از سکه امامی ۱۳۸۶ پایین‌تر است.

#### اختلاف قیمت بین سکه‌های طرح جدید
سکه‌های طرح جدید، علی‌رغم داشتن شکل ظاهری یکسان، از نظر سال ضرب با هم تفاوت دارند.از آنجا که متقاضیان سکه‌های تازه ضرب‌شده بیشتر هستند، این افزایش تقاضا، قیمت سکه‌های جدید (دارای سال ضرب بالا) را افزایش می‌دهد. این اختلاف قیمت سکه های جدید ضرب ۸۶ با سکه های قدیمی حباب سکه نام دارد،با توجه به اینکه ضرب انواع سکه فقط توسط بانک مرکزی انجام می‌شود واز سال 1386 تا کنون بانک مرکزی اقدام به ضرب سکه با درج سال جدید  نکرده است،اما اگر بانک مرکزی اقدام به ضرب سکه با درج سال جدید انجام دهد اختلاف قیمت سکه با ضرب ۸۶ و پایین تر از آن از بین میرود. تمام سکه های با ضرب سال ۸۶ دارای حباب هستند اما این حباب در سکه هایی که قبل سال ۸۶ ضرب شده اند دیده نمیشد.به همین دلیل، فروشندگان سکه تفاوتی برای قیمت این سکه‌ها قائل شده، و سکه‌های با تاریخ ضرب قدیمی‌تر، ارزان‌تر از سکه‌های جدید معامله می‌شوند.   البته بعضی از فروشندگان سکه، بدون توجه به سال ضرب سکه‌ها، آن‌ها را به قیمت یکسان به فروش می‌رسانند، اما در زمان خرید، سال ضرب را بهانه‌ای برای کاهش بهای خرید سکه قرار می‌دهند. برای مثال، هنگامی که فردی برای فروش سکه خود به مغازه مراجعه می‌کند، اگر قیمت روزانه سکه ۱۹۰ هزار تومان باشد، اما تاریخ ضرب آن پنج سال پایین‌تر باشد، آن سکه ۱۰ هزار تومان ارزانتر از او خریداری می‌شود.
این در حالی است که میزان طلای به کار رفته در این سکه‌ها، هیچ تفاوتی با هم ندارند. از نظر بانک مرکزی، اختلاف قیمت میان سکه‌ها به علت تفاوت در سال ضرب آنها، موجه نیست و تنها عاملی که می‌تواند در نوسان قیمت سکه مؤثر باشد، نوسانات بهای طلا در بازارهای جهانی است. بانک مرکزی برای حل این مشکل، از سال ۱۳۸۶ تاکنون بر روی همه سکه‌ها تاریخ ۱۳۸۶ را درج می‌کند. از همین رو بازار سکه‌های ضرب قبل از ۱۳۸۶ از رونق افتاده و این سکه‌ها معمولاً فقط به قیمت طلایشان ارزش دارند.

### سکه‌ تقلبی
وظیفه ضرب مسکوک طلا بنا بر تصویب شورای پول و اعتبار منحصراً بر عهده بانک مرکزی ایران است. با این حال عده‌ای به عرضه سکه‌های تقلبی یا در اصطلاح «غیر بانکی» اقدام کرده‌اند. به عنوان نمونه، برخی در این بازار اعلام می‌کنند که سکه ربع بهار آزادی، بانکی ۳۶ هزار تومان، و غیربانکی ۱۲ هزار تومان، موجود است، که عیار طلای سکه ۱۲ هزار تومانی یا بسیار پایین بوده یا عیار آن دچار اشکال است. حتی اگر شخصی سکه را با مشخصات اصلی آن ضرب کند، مرتکب خلاف شده و از نظر اداره حقوقی بانک مرکزی قابل پیگیری است.
مسئله ضرب و توزیع سکه‌های تقلبی، مسئله جدیدی نبوده و سالهاست که سودجویان در این زمینه فعال بوده و از این راه سودهای کلان نیز به دست آورده‌اند. ضرب سکه‌های طلای تقلبی کار چندان سختی نیست. چرا که هر کس با اندک تخصص و شناختی از بازار طلا و آلیاژ فلزات مختلف، با سفارش ساخت دستگاهی برای قالب‌گیری انواع سکه می‌تواند هرگونه فلزی را در ابعاد و اندازه سکه‌های طلای مرسوم در بازار، ضرب کرده و با آبکاری الکتریکی و روکش طلا روانه بازار کند. پلمب و وکیوم این سکه‌ها با مشخصات طلا فروشی‌های معتبر و صاحب نام، تقلب دیگری است که فروش سکه‌های تقلبی را برای این افراد ساده‌تر می‌کند.

## بازار سکه

### مهم‌ترین مراکز عرضه سکه در ایران

جلسات حراج انواع سکه بهار آزادی در بانک کارگشایی.

- بانک کارگشایی — بانک کارگشایی در طول هفته، برای تنظیم و کنترل قیمت سکه طلا در بازار، اقدام به حراج سکه می‌کند. بانک کارگشایی، سکه‌ها را مستقیماً از خزانه بانک مرکزی دریافت می‌کند. این سکه‌ها در حضور نمایندگان بانک مرکزی، به بسته‌های ۱۰۰، ۲۰۰، و ۵۰۰ تایی تبدیل شده و به فروش می‌رسند.[۸۹] جلسات حراج به این صورت است که حراج‌کننده با اعلام نرخ پایه بانک مرکزی، مردم را برای خرید یکصد سکه تمام بهار آزادی، به رقابت تشویق می‌کند؛ در نهایت کسی برنده این مزایده‌است که بیشترین مبلغ را پیشنهاد دهد. در ادامه، این مزایده به ترتیب برای سکه‌های «نیم»، «ربع»، و «دو و نیم» بهار آزادی اجرا شده، و به‌طور متناوب تا پایان حراج ادامه می‌یابد.[۹۰] افزایش تعداد روزهای حراج برای عرضه سکه، یا حذف حق ضرب سکه (تقریباً هفت‌هزار تومان در سال ۱۳۸۶)، مهم‌ترین ابزارهای کنترلی این بانک برای تعدیل قیمت سکه هستند. جلسات حراج، در وضعیت عادی در روزهای شنبه، دوشنبه و چهارشنبه هر هفته برگزار می‌شدند، اما در هنگام افزایش تقاضا (مثل روزهایی پایانی سال، و فرارسیدن عید نوروز)، به صورت هر روزه بودند. شرکت در جلسات حراج و خرید سکه برای عموم آزاد است.[۹۱]
- چهارراه استانبول و سبزه‌میدان این دو از مراکز عرضه خرد سکه در تهران به‌شمار می‌روند. برای کسب اطمینان از اعتبار و اصالت سکه، باید آن را از صرافی‌ها یا واحدهایی خریداری کرد که دارای مجوز اتحادیه طلا و جواهر یا مجوز بانک مرکزی باشند. به علاوه، سکه‌ها حتماً باید به صورت پلمپ‌شده (پرس‌شده در کارت، به صورت وکیوم) خریداری شوند، و روی پلمپ، علاوه بر نام و نشانی فروشنده، باید عباراتی همچون «تضمین بانکی» یا «مجوز اتحادیه» و امثالهم وجود داشته باشد. شایان ذکر است که سکه‌های تقلبی طلا که بانک مرکزی آن‌ها را ضرب نکرده‌است، از روی ناهمواری‌های پشت و روی سکه، و عیار کم طلای آن، قابل تشخیص هستند.[۹۲]
- پایگاه اینترنتی مرکز مبادله ارز و طلای ایران: بانک‌مرکزی به‌عنوان متولی و سیاست‌گذار نظام پولی و ارزی کشور، به‌منظور  بهبود فرآیند سیاست‌گذاری، نظارت بهتر و رفع چالش‌های پولی و ارزی کشور، در ٢ اسفند ۱۴۰۱ اقدام به تاسیس و راه‌اندازی مرکز مبادله ارز و طلای ایران کرد. مركز مبادله محلی است برای انجام معاملات قراردادهایی که سررسید آنها کمتر از یک سال بوده و یا دارایی پایه آن‌ها (از جمله طلا و ارز) تحت نظارت بانک مرکزی باشد. در حال حاضر، بازار ارز مرکز مبادله ایران شامل چهار تالار اسکناس، حواله، مشتقات و قراردادهای نوین ارزی است. تالارهای تعریف شده بازار طلا نیز شامل نقد و قراردادهای مبتنی بر طلا است.[۹۳] تالار نقد طلای مرکز مبادله ایران میزبان معاملات نقدی شمش طلا، سکه طلای تمام بهار آزادی، سکه طلای نیم بهار آزادی و سکه طلای ربع بهار آزادی است. در حراجی های سکه های طلای این مرکز مبادله که در اسفند ۱۴۰۲ برگزار شد با واگذاری ۱۰۱۰۲۶ قطعه انواع سکه حدود ۱۰۰۰ میلیارد تومان نقدینگی به بانک مرکزی بازگشت.[۹۴]، [۹۵]

### نصب دوربین برای رصد خرید و فروش سکه
در ۴ تیر ۱۳۹۸ حسین رحیمی، رئیس پلیس وقت تهران، از نصب «دوربین‌های تشخیص چهره» با همکاری بانک مرکزی برای شناسایی دلالان سکه در سبزه میدان، منوچهری، پاساژ افشار و خیابان فردوسی خبر داد.

### اطلاع‌رسانی لحظه ای قیمت سکه
در سالهای اخیر اطلاع از قیمت سکه برای بسیاری از قشرها جامعه، حتی کسانی که با آن در ارتباط نیستند، به قدری حائز اهمیت شده که وبگاه‌های متعددی برای اعلام نرخ روزانه و حتی لحظه ای قیمت سکه راه اندازی شده‌اند. یکی از این وبگاه‌ها مخالف نظام با نام «مثقال» بقدری در جامعه اقتصادی دارای نفوذ بوده که مرجع قضایی برای جلوگیری از فعالیت، اقدام به مسدود نمودن آن نموده‌است. برخی از این وبگاه‌ها حتی اقدام به خرید و فروش لحظه ای سکه بهار آزادی می‌نمایند و ظاهراً معتبر هم هستند. اما در شهریور ۱۳۹۷ یکی از این شرکتهای اینترنتی با نام «سکه ثامن» که اقدام به خرید و فروش سکه به‌صورت برخط (آنلاین) می‌نمود بخش معاملات خود را متوقف کرد و باعث متضرر شدن بسیاری از کاربران و اعضای وبگاه خود شد بطوریکه بالغ بر ۳۰۰۰ نفر مالباختهٔ این شرکت شدند.

## نگارخانه

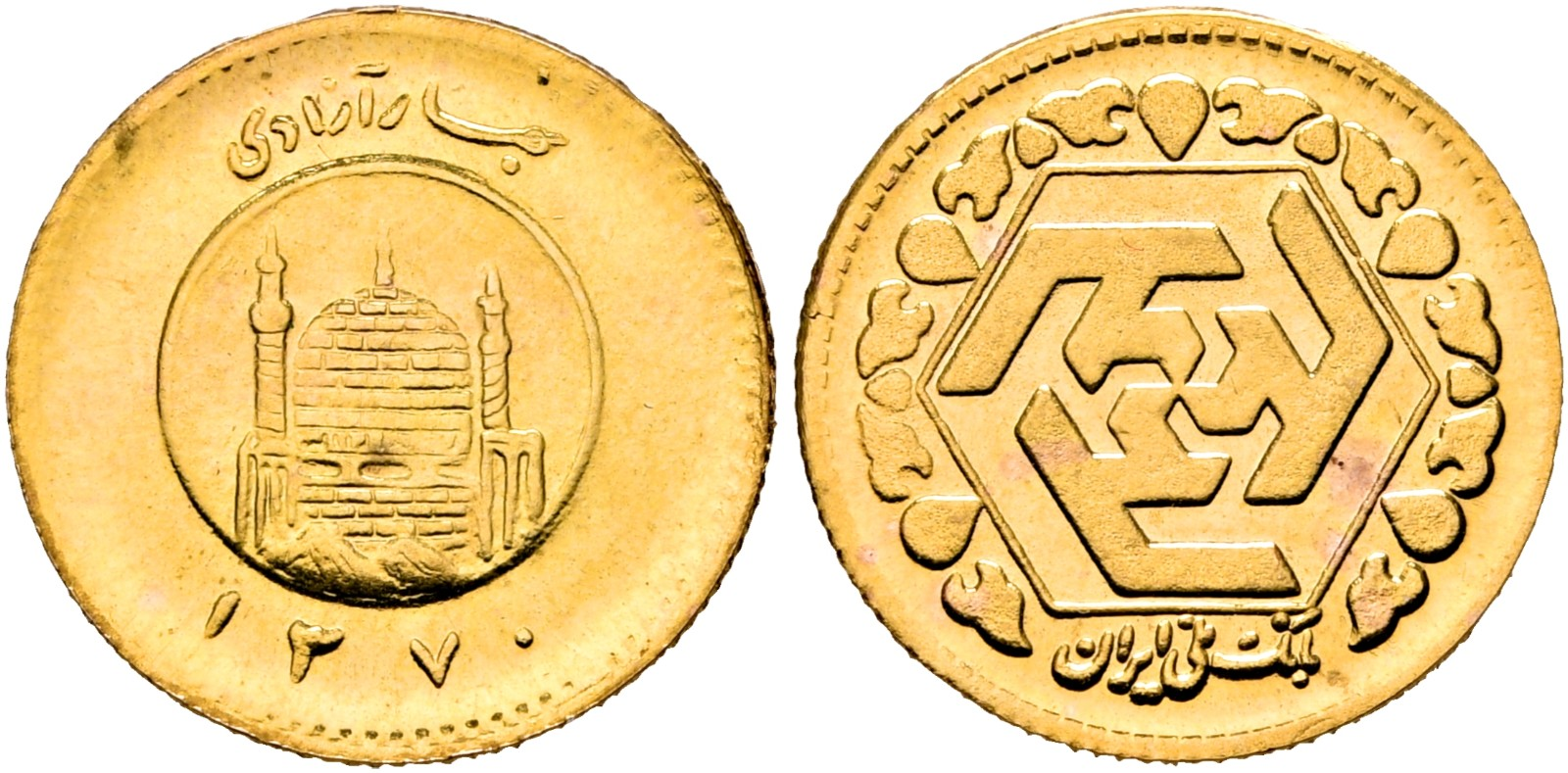
سکه ربع بهار آزادی (تاریخ پایین)؛ ۱۳۷۰
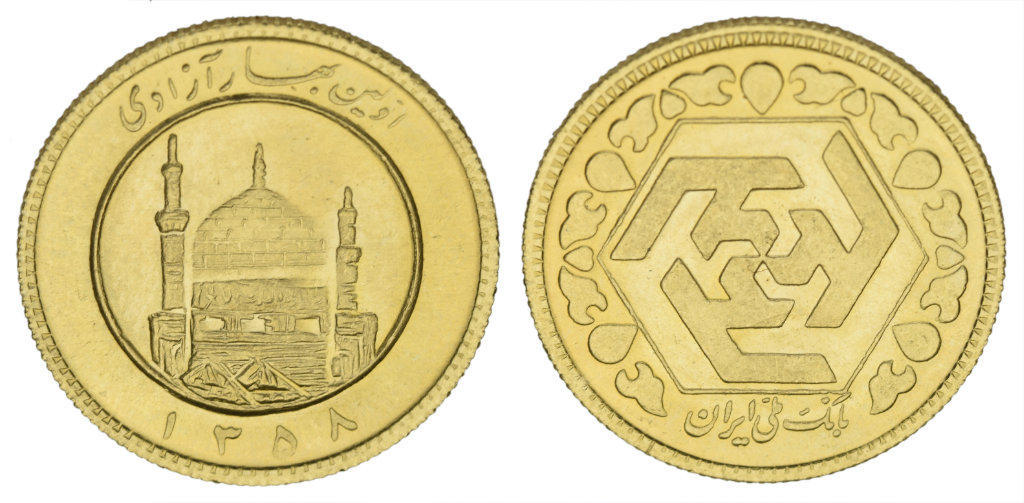
سکه نیم بهار آزادی ۱۳۵۸
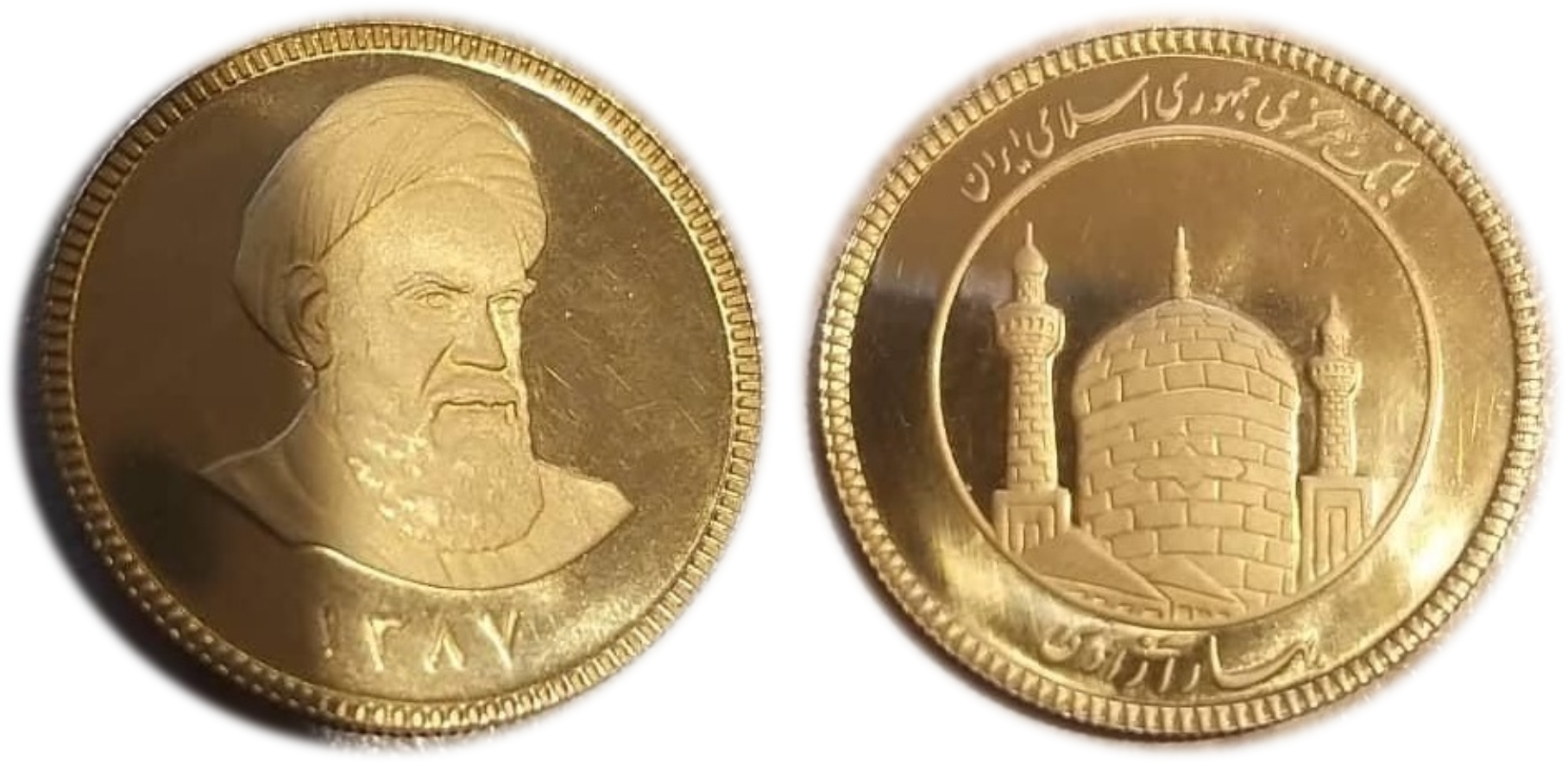
سکه دو و نیم بهار آزادی؛ ۱۳۸۷ خورشیدی